# Cavalier (cómic)
Cavalier (Mosquetero) es un supervillano ficticio en los cómics estadounidenses publicados por DC Comics.

## Historial de publicaciones
El personaje apareció por primera vez en Detective Comics # 81 (noviembre de 1943) y fue creado por Don Cameron y Bob Kane.

## Biografía ficticia

### Mortimer Drake
Mortimer Drake era un hombre de gusto exótico e idiosincrásico. Cuando se vio incapaz de comprar legalmente objetos de valor más exóticos para su colección, recurrió al robo. Con un traje parecido al de un mosquetero, se hacía llamar el Cavalier. Su curso de acciones finalmente lo puso en conflicto con Batman y Robin. Su código de galantería era importante para él; en una historia, ayuda a una anciana a cargar sus comestibles en medio de su huida.
Drake combinó el ingenio contra Batman y Robin varias veces, y se les escapó en cada encuentro, pero Batman pudo deducir la identidad del Cavalier, lo que llevó al eventual encarcelamiento de Drake.
En Batman Family # 10, Batgirl y Batwoman se unieron para derrotar a Killer Moth y al Cavalier. Cavalier no pudo encontrar una forma de eludir su código, lo que impedía golpear a las mujeres, pero después de un autoexamen concluye "el diablo con valentía" y golpea a Batgirl con el puño.
Cinco números más tarde, en Batman Family # 15, Killer Moth se asoció con Cavalier nuevamente e hizo una apuesta con él de que podría encontrar el camino a la Batcave de Batgirl antes de que Cavalier pudiera obtener el mismo conocimiento de Robin. Mientras Killer Moth fue conducido a una cueva falsa, a Cavalier se le mostró un gran nido, lo que llevó al Cavalier a la conclusión de que Robin era una forma de vida de pájaro alienígena.
Antes de Crisis on Infinite Earths, el Cavalier existía tanto en Tierra-Uno como en Tierra-Dos. Las historias en las que lastimó a las mujeres, algo que ni las versiones Tierra-Uno ni Tierra-Dos harían jamás, pueden asignarse al mundo alternativo de Tierra-B, una Tierra alternativa que incluía historias que no podían considerarse canónicas en Tierra-Uno o Tierra-Dos. Más tarde, "Tierra-B" se dividiría formalmente en dos Tierras separadas: Tierra-Doce y Tierra-Treinta y Dos.
Después de la crisis, Cavalier apareció en Justice League America # 43-44 como parte de un grupo de supervillanos compañeros de bebida que estaban tratando de recuperar sus objetos de poder perdidos. Fue derrotado por Blue Beetle, quien lo arrodilló en un callejón.
Durante Knightfall, se enfrentó a Batman una vez más, pero fue derrotado con facilidad. Cavalier se había vuelto loco y fue retenido en Arkham Asylum. Queda por ver cómo Drake se volvió loco, o si su origen ha cambiado debido a la primera crisis. Más tarde se dijo que el Cavalier había estado en una relación gay cerrada con el Capitán Stingaree, otro villano de Batman de bajo nivel.
Apareció en Justice League of America # 2 como informante de Black Lightning dentro de la Sociedad.
Su espalda se rompió por Bane en Secret Six # 7, pero actuó como guardaespaldas de Leslie Thompkins en Battle for the Cowl: Gotham Gazette. Ambas historias se publicaron en la primavera de 2009, aunque su cronología relativa aún no se ha determinado. En Red Robin # 16 se muestra que todavía actúa como guardaespaldas de la Dra. Leslie Thompkins.
El reingreso del Cavalier en el crimen activo siguió, cuando se lo vio intentando múltiples pequeños atracos en Gotham, solo para ser frustrado cada vez por Batman o Catwoman. Sin embargo, esos pequeños delitos fueron simplemente un intento de ocultar su papel como el cerebro detrás de la malversación de millones de dólares del fondo de pensiones de Empresas Wayne. Finalmente, Batman y Catwoman, trabajando juntos, pudieron seguir el rastro del dinero hasta Drake, exponer su papel en la malversación y devolver los fondos.
En septiembre de 2011, The New 52 revisó la historia de ficción y los personajes retratados en la línea de cómics de superhéroes de DC Comics. En esta revisión de toda la línea, Cavalier ahora es un usuario de la droga ficticia para mejorar la fuerza llamada Venom. Se le muestra luchando contra Batwoman.

### Hudson Pyle
En Batman: Legends of the Dark Knight # 32-34 (junio-julio de 1992), el escritor James Robinson y Tim Sale introdujeron un nuevo Cavalier llamado Hudson Pyle en la continuidad oficial de Batman en su arco argumental titulado Blades. Dado que Blades tiene lugar al principio de la carrera de Batman, Hudson Pyle es en realidad el Cavalier original y, por lo tanto, puede incluso haber influido en Mortimer Drake.
En Blades, Pyle, un ex-doble de acción de Hollywood que busca la fama, se convierte en el Cavalier, un vigilante enmascarado que lucha contra el crimen y blande una espada afilada, ingenio rápido y una hermosa sonrisa. No pasa mucho tiempo antes de que la gente de Gotham se enamore del nuevo héroe. Si bien se revela que los motivos y acciones de Pyle son honorables, él alberga un oscuro secreto que finalmente lo lleva a su caída. Pyle está enamorado de una mujer que está siendo chantajeada por gánsteres, y como resultado de esto termina siendo chantajeada también. Para salvar su amor, Pyle se ve obligado a cometer robos y, por lo tanto, pierde la confianza de la gente.
Pyle pronto mata a los gánsteres. Entra en conflicto con Batman, derrotándolo en un duelo de espadas. Deja a Batman, que está muy débil y febril después de las heridas sufridas en una pelea anterior, y carga intencionalmente a los oficiales de policía cercanos. Es baleado y muere a causa de sus heridas.
El comienzo de la serie Blackest Night muestra que sus restos están en las instalaciones de almacenamiento de la Liga de la Justicia para supervillanos muertos. Es uno de los muchos supervillanos muertos revividos como miembros del Black Lantern Corps.

### DC Rebirth
DC Comics incluyó a Cavalier en "DC Rebirth", una revisión de toda la línea de la historia ficticia y los personajes retratados en la línea de cómics de superhéroes de DC Comics. En esta versión revisada, Cavalier usa el traje que tradicionalmente usa Pyle, pero se desconoce su nombre real. Cavalier es uno de los muchos villanos derrotados por Batman y Catwoman después de que la lleva con él en una noche promedio de su trabajo.
Mientras estaba encarcelado se unió al Escuadrón Suicida, pero fue asesinado en su primera misión.

## Poderes y habilidades
El Cavalier no tiene habilidades sobrehumanas. Sin embargo, es un buen atleta y un hábil combatiente cuerpo a cuerpo y espadachín. Lleva un estoque que emite descargas eléctricas. El penacho de plumas en el sombrero del Cavalier es en realidad un dardo con punta de acero.

## En otros medios

### Televisión
- Se consideró que el Cavalier aparecía en Las nuevas aventuras de Batman. Con respecto al personaje, el productor y escritor Paul Dini dijo una vez: "Hemos pensado en utilizar el Cavalier, y probablemente logremos contar su historia tarde o temprano". Más tarde, Dini declaró que las posibilidades del Cavalier de aparecer en la serie se habían convertido en una "posibilidad remota". Al final, el Cavalier no apareció en el programa, aunque sí apareció en el cómic Batman: Gotham Adventures. En él, usó el disfraz de Hudson Pyle.[19]
- La versión de Mortimer Drake de Cavalier apareció en varios episodios de Batman: The Brave and the Bold. Aparece por primera vez en "Los ojos de Despero!" con la voz de Greg Ellis en un acento de estilo de la era isabelina a la que Batman comenta "En algún lugar Shakespeare está dando vueltas en su tumba". The Dark Knight hace un trabajo rápido con Cavalier antes de ser enviado al espacio por el anillo de Hal Jordan. Cavalier regresa más tarde en "Night of the Huntress!" como un preso de la prisión de Blackgate tratando de escapar. Él hace otra aparición en "A Bat Divided" donde está pasando el rato con los otros villanos en un bar. Cuando Firestorm y los tres Batmen aparecen, Cavalier es el único villano que se da cuenta de que hay tres Batmen diciendo: "¡Creo que mis ojos me engañan! ¿Batman tres veces?" Posteriormente, Cavalier es atacado con pistola por el Batman normal y es derrotado. También hace un cameo como uno de los prisioneros cantantes en "Mayhem of the Music Meister!". El Cavalier aparece de nuevo en "Night of the Batmen", donde lucha contra Green Arrow, quien está disfrazado de Batman. Durante la pelea, el Cavalier exclama: "¡Tómatelo, tú, mata ratas mal nacido y húmedo!" El papel más importante de Cavalier fue en "Bold Beginnings", donde es el villano protagonista del frío abierto. En él, Batman y Green Arrow luchan contra Cavalier que ha capturado a Ruby Ryder. Resulta que Cavalier y Ruby Ryder estaban en colaboración cuando atraparon a Batman y Green Arrow. Batman y Green Arrow logran escapar de la trampa mortal y derrotar a Cavalier y Ruby Ryder.
- La versión de Mortimer Drake de Cavalier también aparece en la serie de televisión DC Super Hero Girls, con la voz de Griffin Puatu. En el episodio "#DramaQueen", él es un actor de teatro de la escuela secundaria como Oliver Queen / Green Arrow, y le guarda rencor a Zatanna después de que ella lo eclipsó en una obra de teatro de la escuela primaria.

### Radio
- El Cavalier luchó contra Batman durante un breve intercambio en la adaptación de radio de la BBC de 1994 de Batman: Knightfall. Fue uno de los presos del Arkham Asylum que se fugó. Después de que Batman derrota al Cavalier, el pícaro dice: "¡Me rompiste la nariz, canalla!", el Cavalier fue interpretado por el actor Kerry Shale.[20]

### Varios
Cavalier fue la villana en Wonder Woman # 212 (julio de 1974), el primer número de sus doce trabajos para reincorporarse a la Liga de la Justicia de América anterior a la Crisis.
Cavalier apareció en The Batman Adventures # 1 (junio de 2003).